# Moinho do Meio
Moinho do Meio situa-se na freguesia de Oliveira de Azeméis, sobranceira à margem do rio Antuã e atribui-se este topónimo ao facto de, nas imediações, existir um moinho, actualmente inactivo, ao que desde sempre os locais o designaram por Moinho do Meio.